# Taurus Gumiipari Vállalat
A Taurus Gumiipari Vállalat egy magyar gumiipari nagyvállalat volt, telephelye Budapest, Kerepesi út 17. A gyár 2014-ben megszűnt, elbontották, területének hasznosítására végleges döntés még (2021) nem született. 

## Az üzem létesítésének története, a Magyar Ruggyantaárugyár Rt., az államosítás (1882–1973)
A vállalat jogelődje az 1882-ben Schottola Ernő által alapított üzem. 1891-ben ennek jogutódaként alakult meg a Magyar Ruggyantaárugyár Rt., amely kerékpárgumi, egyéb műszaki gumiáruk és gumijátékok gyártásával foglalkozott. Az üzemet 1951-ben Ruggyantaárugyár néven államosították, majd 1963-ban más vállalatokkal (Műszaki Gumigyár, Palma Gumigyár, Gumiipari Kutatóintézet, valamint a Gumiabroncs és Műszaki Gumiáru-értékesítő Vállalat) összevonták és létrejött az Országos Gumiipari Vállalatot. A Taurus Gumiipari Vállalat nevet 1973-tól viselte.
A területnek iparvágánykapcsolata is volt a Keleti pályaudvarhoz. Ez kezdetben a Kerepesi út felé vezetett ki a üzemből, később közvetlen a gyár másik oldalon lévő vasútvágányokhoz kapcsolódott.

## Megszűnése, elbontása, területének hasznosítása
A Gumiipari Vállalat 2014-ben beszüntette a gyártási tevékenységet, az épületek használaton kívül kerültek. Az állam a felvásárlásról döntött (500 millió forint szerepelt a tervekben), illetve tervbe vette egy sportközpont létesítését a 2019-es Maccabi Európa Játékok számára. A területrendezés költsége magas volt, mivel:
„A Fiumei úti sírkert, az Aréna pláza és a vasút által határolt terület nagy része be van építve, így a szükségtelen épületek bontására a határozat szerint további 2,266 milliárd forintra van szükség, az ingatlanok kármentesítéséhez pedig további 307,8 millió forintról döntöttek a 2017-es költségvetésből. Összesen tehát a teljes előkészítés költsége eléri a 3 milliárd forintot.”
A „zsidó olimpiai” esemény utáni sorosáról a következő vélemény fogalmazódott meg:
„A komplexum vagyonkezelését az esemény után az MTK kapja meg, amely honlapján korábban arról írt, hogy a sportkomplexum a hazai zsidó és nem zsidó közösségek számára fog oktatási, sportolási és szórakozási lehetőségeket biztosítani. Emellett ugyanakkor azt is kiemelték, hogy a létesítmények új lehetőségeket biztosíthatnak majd az MTK utánpótlás-nevelő munkájának.”
Az üzem épületeit 2017–2018-ban bontották el. Néhány kisebb és egy nagyobb épület azonban a Google kamera 2019 augusztusi felvétele alapján megmenekült a Kerepesi út és a Taxi utca mellett.
A sportcentrum ötlete eddig (2025) nem valósult meg. Az építkezések folytatása során, 2021. január 21-én második világháborús bombát találtak a volt üzem területén.

## Egyéb irodalom
- Székely András: A Ruggyantaárugyár 75 éves története 1882-1957, Budapest, é. n. [1950-es évek]
- Budapest lexikon I–II. Főszerk. Berza László. 2., bőv. kiad. Budapest: Akadémiai. 1993.  ISBN 963-05-6409-2
- Vulkán. A Ruggyantaárugyár Dolgozóinak Lapja, Budapest, 1950-es évek
- Pécsi Vera – Pető Iván: A magyar gumiipar története, Magyar Történelmi Társulat, Budapest, 1983, ISBN 0589000032292

## Egyéb külső hivatkozások
- https://index.hu/fortepan/2016/04/04/a_magyar_gumi/
- https://gumipiacmagazin.hu/2017/01/25/etunik-michelin-gumiabroncsgyar-kerepesi-utrol/
- https://www.portfolio.hu/ingatlan/20170113/sportkozpontot-epitene-a-kormany-a-volt-gumigyar-helyen-242521
- https://mnl.gov.hu/bal_menusor/hasznalat/kiadvanyok/kiadvanyok/segedletek_repertoriumok/gumiipari_vallalatok_repertoriuma.html
- http://www.taugep.hu/
- https://www.marso.hu/hirek/nyari-gumi-hirek/retro-sztori-a-taurus-gumigyar
- https://mfor.hu/cikkek/mfor/Taurus__a_szocialista_gumigyar.html
- https://g7.hu/kozelet/20180920/nem-keszul-el-deutschek-30-milliardos-sportkomplexuma-a-zsido-olimpiara/
- https://g7.hu/kozelet/20171011/ketmilliardos-bontassal-kezdodik-a-legalabb-harmincmilliardos-uj-budapesti-gigasportberuhazas/